# Нагатінська (станція метро)
55°41′00″ пн. ш. 37°37′21″ сх. д. / 55.68333° пн. ш. 37.62250° сх. д.
«Нагатінська» (рос. Нагатинская) — станція Серпуховсько-Тимірязєвської лінії Московського метрополітену. Відкрита у складі черги «Серпуховська» — «Південна» 8 листопада 1983.

## Технічна характеристика
Конструкція станції — колонна трипрогінна мілкого закладення (глибина закладення — 13,5 м.) Побудована за типовим проектом. На станції два ряди по 26 колон, крок колон — 6,5 м.

## Колійний розвиток
Станція без колійного розвитку.

## Оздоблення
Колійні стіни викладені мармуром багатої палітри з переважанням червоного і чорного кольорів, в яких виконані тематичні панно в техніці флорентійської мозаїки на тему «Давня історія Москви». Композиції присвячені історії будівництва храмів, дерев'яної, а потім білокам'яної столиці, початку будівництва Кремля. Незвичайні для метровокзалів круглі білі колони зібрані з окремих сегментів найм'якішого і легкооброблюваного мармуру «коєлга».

## Вестибюлі і пересадки
Вихід у місто через підземний перехід на Варшавське шосе.

## Пересадки
- Залізничну платформу «Нагатінська»
- Станцію МЦК  «Верхні Котли»
- Автобуси: м86, м95, е85, с806, с811, 844, с910, с951, н8;
- Трамваї: 3, 16, 47, 4

| Попередня станція | Лінія | Лінія                            | Лінія | Наступна станція |
| ----------------- | ----- | -------------------------------- | ----- | ---------------- |
| Тульська          |       | Серпуховсько-Тимірязєвська лінія |       | Нагорна          |